# Stanisław Kondarewicz
Stanisław Kondarewicz (ur. 8 sierpnia 1950 w Białkowie, zm. 7 grudnia 2011 w Szczecinie) – polski architekt - twórca, wykładowca Politechniki Szczecińskiej.

## Życiorys
Ukończył studia na Wydziale Architektury Politechniki Szczecińskiej (1975). Wspólnik Studio A4 Spółka Projektowa w Szczecinie. Był autorem projektów budynków handlowych, biurowych i przemysłowych, kościelnych.

## Główne dzieła
- kościół na os. Zawadzkiego w Szczecinie
- hotel Panorama, Szczecin, 1996 (nagroda w plebiscycie „Najpiękniejszy obiekt architektoniczny 50-lecia polskiego Szczecina”, I Nagroda Ministra Budownictwa i Zagospodarowania Przestrzennego dla najlepszego budynku zrealizowanego w Polsce - 1996)
- Dom towarowy Kupiec w Szczecinie